# ツール・ド・フランス2014
ツール・ド・フランス 2014(仏: Tour De France 2014)は2014年7月5日から7月27日まで行われたツール・ド・フランスの101回目のレースである。

## 大会概要
グランデパールはイギリス・ヨークシャー地方のリーズ。イギリスでのグランデパールは2007に次ぎ7年ぶり2度目で、ヨークシャーでの2日間で500万人の観客を集めたとも言われている。
当初は前回王者のクリス・フルーム、過去2度の総合優勝経験を持つアルベルト・コンタドール、2013年のジロ総合優勝、ブエルタ総合2位のヴィンチェンツォ・ニバリの三つ巴の争いが予想された。
しかし、フルームはパリ〜ルーベで用いられる石畳区間を通る第5ステージで石畳区間に入る前に落車し、痛めていた左手を更に痛め骨折により途中リタイア。コンタドールも第10ステージ、1級山岳プティバロン峠の下りで落車し右足脛骨を骨折、同じく途中リタイアとなった。最終的にニバリが2位に7分以上の差をつけて総合優勝した。

## 日程
| 日付   | ステージ | 距離      | 区間                                                     | カテゴリ             | ステージ優勝                   | 総合首位                 | スプリント賞       | 山岳賞                   | 新人賞                   | 敢闘賞                     | チーム総合     |
| ------ | -------- | --------- | -------------------------------------------------------- | -------------------- | ------------------------------ | ------------------------ | ------------------ | ------------------------ | ------------------------ | -------------------------- | -------------- |
| 7/5    | 1        | 190.5km   | リーズ～ハロゲート (イギリス)                            | 平坦                 | マルセル・キッテル             | マルセル・キッテル       | マルセル・キッテル | イェンス・フォイクト     | ペーター・サガン         | イェンス・フォイクト       | チーム・スカイ |
| 7/6    | 2        | 201km     | ヨーク～シェフィールド (イギリス)                        | 中級山岳             | ヴィンチェンツォ・ニバリ       | ヴィンチェンツォ・ニバリ | ペーター・サガン   | シリル・ルモワン         | ペーター・サガン         | ブレル・カドリ             | チーム・スカイ |
| 7/7    | 3        | 155km     | ケンブリッジ～ロンドン (イギリス)                        | 平坦                 | マルセル・キッテル             | ヴィンチェンツォ・ニバリ | ペーター・サガン   | シリル・ルモワン         | ペーター・サガン         | ヤン・バルタ               | チーム・スカイ |
| 7/8    | 4        | 163.5km   | ル・トゥルケ・パリ・プラージュ～リール                   | 平坦                 | マルセル・キッテル             | ヴィンチェンツォ・ニバリ | ペーター・サガン   | シリル・ルモワン         | ペーター・サガン         | トマ・ヴォクレール         | チーム・スカイ |
| 7/9    | 5        | 155.5km   | イープル(ベルギー)～アランベール・ポルト・デュ・エノー   | 平坦・パヴェ（石畳） | ラース・ボーム                 | ヴィンチェンツォ・ニバリ | ペーター・サガン   | シリル・ルモワン         | ペーター・サガン         | リーウ・ウェストラ         | アスタナ       |
| 7/10   | 6        | 194km     | アラス～ランス                                           | 平坦                 | アンドレ・グライペル           | ヴィンチェンツォ・ニバリ | ペーター・サガン   | シリル・ルモワン         | ペーター・サガン         | ルイスアンヘル・マテ       | アスタナ       |
| 7/11   | 7        | 234.5km   | エペルネ～ナンシー                                       | 平坦                 | マッテオ・トレンティン         | ヴィンチェンツォ・ニバリ | ペーター・サガン   | シリル・ルモワン         | ペーター・サガン         | マルティン・エルミガー     | アスタナ       |
| 7/12   | 8        | 161km     | トンブレーヌ～ジェラルメール・ラ・モーズレーヌ           | 中級山岳             | ブレル・カドリ                 | ヴィンチェンツォ・ニバリ | ペーター・サガン   | ブレル・カドリ           | ミハウ・クフャトコフスキ | ブレル・カドリ             | アスタナ       |
| 7/13   | 9        | 170km     | ジェラルメール・ラ・モーズレーヌ～ミュールーズ           | 中級山岳             | トニー・マルティン             | トニ・ガロパン           | ペーター・サガン   | トニー・マルティン       | ミハウ・クフャトコフスキ | トニー・マルティン         | アスタナ       |
| 7/14   | 10       | 161.5km   | ミュールーズ～ラ・プランシュ・デ・ベル・フィーユ         | 山岳                 | ヴィンチェンツォ・ニバリ       | ヴィンチェンツォ・ニバリ | ペーター・サガン   | ホアキン・ロドリゲス     | ロマン・バルデ           | トニー・マルティン         | AG2R           |
| 7/15   | 休息日   | 休息日    | 休息日                                                   | 休息日               | 休息日                         | 休息日                   | 休息日             | 休息日                   | 休息日                   | 休息日                     | 休息日         |
| 7/16   | 11       | 187.5km   | ブザンソン～オヨナ                                       | 中級山岳             | トニ・ガロパン                 | ヴィンチェンツォ・ニバリ | ペーター・サガン   | ホアキン・ロドリゲス     | ロマン・バルデ           | ニコラス・ロッシュ         | AG2R           |
| 7/17   | 12       | 185.5km   | ブール・アン・ブレス～サン・ティティエンヌ               | 平坦                 | アレクサンダー・クリストフ     | ヴィンチェンツォ・ニバリ | ペーター・サガン   | ホアキン・ロドリゲス     | ロマン・バルデ           | サイモン・クラーク         | AG2R           |
| 7/18   | 13       | 197.5km   | サン・ティティエンヌ～シャンルース                       | 山岳                 | ヴィンチェンツォ・ニバリ       | ヴィンチェンツォ・ニバリ | ペーター・サガン   | ヴィンチェンツォ・ニバリ | ロマン・バルデ           | アレッサンドロ・デ・マルキ | AG2R           |
| 7/19   | 14       | 177km     | グルノーブル～リズール                                   | 山岳                 | ラファウ・マイカ               | ヴィンチェンツォ・ニバリ | ペーター・サガン   | ホアキン・ロドリゲス     | ロマン・バルデ           | アレッサンドロ・デ・マルキ | AG2R           |
| 7/20   | 15       | 222km     | Tallard～ニーム                                          | 平坦                 | アレクサンダー・クリストフ     | ヴィンチェンツォ・ニバリ | ペーター・サガン   | ホアキン・ロドリゲス     | ロマン・バルデ           | マルティン・エルミガー     | AG2R           |
| 7/21   | 休息日   | 休息日    | 休息日                                                   | 休息日               | 休息日                         | 休息日                   | 休息日             | 休息日                   | 休息日                   | 休息日                     | 休息日         |
| 7/22   | 16       | 237.5km   | カルカソンヌ～バニェール・ド・ルション                   | 山岳                 | マイケル・ロジャース           | ヴィンチェンツォ・ニバリ | ペーター・サガン   | ラファウ・マイカ         | ティボー・ピノ           | シリル・ゴティエ           | AG2R           |
| 7/23   | 17       | 124.5km   | サン・ゴーダン～サン・ラリー・スーラン・プラ・ダデ       | 山岳                 | ラファウ・マイカ               | ヴィンチェンツォ・ニバリ | ペーター・サガン   | ラファウ・マイカ         | ティボー・ピノ           | ロマン・バルデ             | AG2R           |
| 7/24   | 18       | 145.5km   | ポー～オタカム                                           | 山岳                 | ヴィンチェンツォ・ニバリ       | ヴィンチェンツォ・ニバリ | ペーター・サガン   | ラファウ・マイカ         | ティボー・ピノ           | ミケル・ニエベ             | AG2R           |
| 7/25   | 19       | 208.5km   | モーブルゲ・ペイ・デュ・バル・ダドゥール～ベルジュラック | 平坦                 | ラムーナス・ナヴァルダウスカス | ヴィンチェンツォ・ニバリ | ペーター・サガン   | ラファウ・マイカ         | ティボー・ピノ           | トム＝イェルト・スラフテル | AG2R           |
| 7/26   | 20       | 54km      | ベルジュラック～ペリグー                                 | 個人TT               | トニー・マルティン             | ヴィンチェンツォ・ニバリ | ペーター・サガン   | ラファウ・マイカ         | ティボー・ピノ           | なし                       | AG2R           |
| 7/27   | 21       | 137.5km   | ヴェルサイユ - パリ・シャンゼリゼ通 り                   | 平坦                 | マルセル・キッテル             | ヴィンチェンツォ・ニバリ | ペーター・サガン   | ラファウ・マイカ         | ティボー・ピノ           | なし                       | AG2R           |
| 総距離 | 総距離   | 3,663.5km |                                                          |                      |                                |                          |                    |                          |                          |                            |                |

## 最終成績

### 個人総合成績
|    | 選手名                         | 国籍           | チーム                             | 時間           |
| -- | ------------------------------ | -------------- | ---------------------------------- | -------------- |
| 1  | ヴィンチェンツォ・ニバリ       | イタリア       | アスタナ・プロチーム               | 89時間59分06秒 |
| 2  | ジャン＝クリストフ・ペロー     | フランス       | AG2R・ラ・モンディアル             | +7分37秒       |
| 3  | ティボー・ピノ                 | フランス       | FDJ.fr                             | +8分15秒       |
| 4  | アレハンドロ・バルベルデ       | スペイン       | モビスター・チーム                 | +9分40秒       |
| 5  | ティジェイ・ヴァン・ガーデレン | アメリカ合衆国 | BMC・レーシングチーム              | +11分24秒      |
| 6  | ロマン・バルデ                 | フランス       | AG2R・ラ・モンディアル             | +11分26秒      |
| 7  | レオポルト・ケーニヒ           | チェコ         | チーム・ネットアップ               | +14分32秒      |
| 8  | アイマール・スベルディア       | スペイン       | トレック・ファクトリー・レーシング | +17分57秒      |
| 9  | ラウレンス・テン・ダム         | オランダ       | ベルキン・プロサイクリング・チーム | +18分12秒      |
| 10 | バウク・モレマ                 | オランダ       | ベルキン・プロサイクリング・チーム | +21分15秒      |

### ポイント賞
|   | 選手名                     | 国籍           | チーム                           | ポイント |
| - | -------------------------- | -------------- | -------------------------------- | -------- |
| 1 | ペーター・サガン           | スロバキア     | キャノンデール・プロサイクリング | 431      |
| 2 | アレクサンダー・クリストフ | ノルウェー     | チーム・カチューシャ             | 282      |
| 3 | ブリアン・コカール         | フランス       | チーム・ヨーロッパカー           | 271      |
| 4 | マルセル・キッテル         | ドイツ         | チーム・ジャイアント＝シマノ     | 222      |
| 5 | マーク・レンショー         | オーストラリア | オメガファーマ・クイックステップ | 211      |

### 山岳賞
|   | 選手名                     | 国籍       | チーム                 | ポイント |
| - | -------------------------- | ---------- | ---------------------- | -------- |
| 1 | ラファウ・マイカ           | ポーランド | ティンコフ＝サクソ     | 181      |
| 2 | ヴィンチェンツォ・ニバリ   | イタリア   | アスタナ・プロチーム   | 168      |
| 3 | ホアキン・ロドリゲス       | スペイン   | チーム・カチューシャ   | 112      |
| 4 | ティボー・ピノ             | フランス   | FDJ.fr                 | 89       |
| 5 | ジャン＝クリストフ・ペロー | フランス   | AG2R・ラ・モンディアル | 85       |

### 新人賞
|   | 選手名                   | 国籍       | チーム                           | 時間           |
| - | ------------------------ | ---------- | -------------------------------- | -------------- |
| 1 | ティボー・ピノ           | フランス   | FDJ.fr                           | 90時間07分21秒 |
| 2 | ロマン・バルデ           | フランス   | AG2R・ラ・モンディアル           | +3分11秒       |
| 3 | ミハウ・クフャトコフスキ | ポーランド | オメガファーマ・クイックステップ | +1時間13分40秒 |
| 4 | トム・デュムラン         | オランダ   | チーム・ジャイアント＝シマノ     | +1時間39分45秒 |
| 5 | ヨン・イサギレ           | スペイン   | モビスター・チーム               | +1時間52分35秒 |

### チーム時間賞
| 1位 | AG2R・ラ・モンディアル             | 270時間27分02秒 |
| 2位 | ベルキン・プロサイクリング・チーム | +34分46秒       |
| 3位 | モビスター・チーム                 | +1時間06分10秒  |
| 4位 | BMC・レーシング                    | +1時間07分51秒  |
| 5位 | チーム・ヨーロッパカー             | +1時間34分57秒  |

- 総合敢闘賞： アレッサンドロ・デ・マルキ（ イタリア、キャノンデール・プロサイクリング）